# William Berwick
William Berwick   (Bradford, 11 de març de 1888 - Bangor, 13 de maig de 1944) va ser un matemàtic anglès.

## Vida i Obra
Berwick va estudiar al Clare College de la universitat de Cambridge entre el 1906 i el 1911, superant de forma brillant els seus exàmens de matemàtiques. Els dos cursos següents va ser professor de la universitat de Bristol i el 1916 va passar a la universitat de Bangor, en la qual va fer amistat amb George Ballard Mathews. Hi va romandre fins al 1920, excepte dos anys de la Primera Guerra Mundial, en els quals va treballar pel departament de guerra britànic.
En acabar la guerra va ser nomenat professor de la universitat de Leeds i el 1926 va tornar com catedràtic a la universitat de Bangor. Poc temps després la seva salut es va començar a deteriorar i el 1940 ja li era impossible complir els seus deures i va resignar.
Tot i que la seva obra és molt curta (tretze articles i una monografia), té interès en la teoria de nombres i altres temes relacionats. Les seves obres no son fàcils de llegir, tot i que l'exposició sigui lògica i clara, perquè considera que el lector ja coneix perfectament les bases d'allò que tracta.